# Pardosa schubotzi
Pardosa schubotzi este o specie de păianjeni din genul Pardosa, familia Lycosidae. A fost descrisă pentru prima dată de Strand, 1913. Conform Catalogue of Life specia Pardosa schubotzi nu are subspecii cunoscute.